# Воскобійник Галина
Гали́на Дробот, у шлюбі Воскобі́йник (27 лютого 1930, Зоря (Божедарівський район), Дніпропетровська область — 6 січня 2020, Стейт-Колледж (Пенсільванія), США) — українська підприємиця, меценатка, громадська діячка. Перша голова Фундації імені Івана Багряного (США) в 1975—1982 роках.

## Життєпис
Народилася 1930 року в селі 3оря, тоді Божедарівського району Дніпропетровської области‚ у родині Оксани та Івана Дроботів.
1943 року родина через Другу світову війну емігрувала до Німеччини, де Галина закінчила гімназію й одружилася з Олексієм Воскобійником. У 1950 році сім'я переїхала до Канади, 1956-го — до США.
3 1961 року працювала в будівельній фірмі, започаткованій разом з чоловіком. Мали четверо дітей, однак два сини трагічно загинули ще за її життя. Входила до складу Союзу Українок Америки у Філадельфії, Українського Музею в Нью-Йорку та Українського Інституту Америки.
В 1975—1982 роках — перша голова Фундації ім. Івана Багряного. Потім була членкинею управи; знову очолювала фундацію в 2003—2004 роках. Після смерті голови організації Анатолія Лисого знову стала головою фундації 2008 року й очолювала її до січня 2020-го.
Від 1992 року Воскобійники почали фінансово підтримувати українських студентів і викладачів — з Пенсильванського університету й київського Національного аграрного університету.
Приватна дизайнерська студія Галини Воскобійник «Helen Woskob» зберігає у своїх фондах та експонує на виставках твори українських митців Олександра Архипенка, Миколи Глущенка, Якова Гніздовського, Віктора Зарецького, Олександра Івахненка та інших.
Померла 6 січня 2020 року. Похована 11 січня 2020 року поруч з чоловіком Олексієм на українському цвинтарі святого Андрія (Саут-Баунд-Брук).

## Нагороди
- Орден княгині Ольги III ступеня (20 серпня 2009) — за вагомий особистий внесок у збереження і розвиток національно-культурної спадщини Українського народу у світі, високу професійну майстерність та активну участь представників української діаспори у проведенні Фестивалю мистецтв України[4]
- Орден «За заслуги» III ступеня (21 серпня 1997) — за особисті заслуги у сприянні міжнародному визнанню аграрної освіти України та реформуванню діяльності Національного аграрного університету[5]